# Cyberpunk 2077: Trauma Team
Cyberpunk 2077: Trauma Team é uma série limitada de histórias em quadrinhos baseada no jogo eletrônico Cyberpunk 2077. Ela foi escrita por Cullen Bunn, com ilustrações de Miguel Valderrama e cores por Jason Wordie. A primeira edição da série foi publicada em setembro de 2020 pela Dark Horse Comics.

## Enredo
Situada no ano de 2077, a história segue Nadia, uma paramédica de uma empresa de saúde privada e fortemente militarizada chamada Trauma Team International. Após um tiroteio deixar o resto de sua equipe morta, Nadia concorda em continuar trabalhando para a empresa.

## Lançamento
Trauma Team foi criado pela Dark Horse Comics em parceria com a CD Projekt Red, compartilhando o mesmo universo do jogo eletrônico Cyberpunk 2077, da CD Projekt. A escrita foi liderada por Cullen Bunn (que já havia escrito para Harrow County, Uncanny X-Men e X-Men Blue), com arte final de Miguel Valderrama (que já havia trabalhado em Giants com seu irmão Carlos), colorida por Jason Wordie e, por fim, Frank Cvetkovic trabalhou como letrista da revista.
O primeiro anúncio da história em quadrinhos foi feito a partir da conta oficial do Twitter de Cyberpunk 2077 em 21 de junho de 2020, após vários dias após a confirmação de que a data de lançamento do jogo que seria entre 17 de setembro e 19 de novembro de 2020.
 

A primeira edição da série Trauma Team foi lançada em 9 de setembro de 2020. Esta primeira edição também foi disponibilizada em um pacote de edição limitada, apresentando uma capa variante e litografia correspondente do artista Robert Sammelin. O primeiro volume da série, reunindo os quatro primeiros números, foi lançado em 9 de fevereiro de 2021.